# Letnie Grand Prix w kombinacji norweskiej 2003
Letnie Grand Prix w kombinacji norweskiej 2003 – szósta edycja LGP w historii kombinacji norweskiej. Sezon składał się z czterech konkursów indywidualnych. Rozpoczął się 22 sierpnia 2003 roku w Villach, a zakończył 31 sierpnia 2003 w Winterbergu. Tytułu sprzed roku bronił Austriak Mario Stecher. Zwycięzcą tej edycji został Niemiec Jens Gaiser.

## Kalendarz i wyniki
| Lp | Data             | Miejscowość | Konkurencja         | 1 miejsce    | 2 miejsce  | 3 miejsce  |
| -- | ---------------- | ----------- | ------------------- | ------------ | ---------- | ---------- |
| 1. | 22 sierpnia 2003 | Villach     | Gundersen K90/15 km | T. Lodwick   | J. Gaiser  | C. Eugen   |
| 2. | 24 sierpnia 2003 | Steinbach   | Sprint K120/9 km    | J. Gaiser    | K. Arnould | P. Tande   |
| 3. | 29 sierpnia 2003 | Klingenthal | Gundersen K80/15 km | R. Ackermann | L. Roux    | S. Haseney |
| 4. | 31 sierpnia 2003 | Winterberg  | Gundersen K81/14 km | M. Stecher   | K. Hammer  | T. Lodwick |

## Klasyfikacja końcowa
| Miejsce | Zawodnik          | Punkty |
| ------- | ----------------- | ------ |
| 1.      | Jens Gaiser       | 261    |
| 2.      | Todd Lodwick      | 236    |
| 3.      | Ronny Ackermann   | 205    |
| 4.      | Petter Tande      | 157    |
| 5.      | Kristian Hammer   | 153    |
| 6.      | Sebastian Haseney | 120    |
| 7.      | Christoph Eugen   | 110    |
| 8.      | Mario Stecher     | 104    |
| 9.      | Christoph Bieler  | 100    |
| 9.      | Jochen Strobl     | 100    |